# マンラーイ
マンラーイ王は、ラーンナー王朝の創始者。もとはピン川地域のタイ族勢力の首領であったと考えられ、クメール人やモン族を現在のタイ北部地域から排除し、現在のタイ北部地方の基礎を作った。

## 伝記

### 生い立ち
1238年10月2日に、マンラーイはヒランナコーングンヤーン（泰: หิรัญนครเงินยางเชียงราว、英: Hiran Ngoenyang Chiangsaen）で、君主パヤー・ラーオメン（英: Lao Meng）とチエンルン出身のナーンテープ・カムカーイ（英: Ua Ming Chommueang）の間に息子として生まれた。
ラーオチョン王家（チャッカラート王家）25代目の君主とされている。即位の際には、ラーオチョンの正式な君主であると宣言し、ラーオチョン家の神器を相続している。
即位後は即刻領土拡大を画策し、周辺ムアン諸国に同盟するよう呼びかけた。同盟に応じればその国の王に引き続きその国の統治を認め、拒否すれば攻撃して併合し、代わりに自分の親族や家来を派遣して当地に当たらせるという方法をとった。この方法でヨーン地域を次々と併合していった。

### ラーンナーの創設
モンゴル帝国の勢力が雲南地方まで到達すると（モンゴル帝国の雲南・大理遠征）、1259年から当時の首都ヒランナコーングンヤーンより南に新首都の建設を開始、1262年には新首都チエンラーイに遷都した。1276年にはパヤオを攻撃しているが、途中で攻撃を中止し、逆にパヤオのガムムアンと意気投合し堅い同盟が互いに結ばれた。

### ハリプンチャイの攻略
マンラーイは、チャオプラヤー川支流のピン川沿いにある都市国家・ハリプンチャイから来たモン族商人から「莫大な利益をもたらす中国との貿易は、内陸部よりはむしろ、大量に輸送が可能な商船が来やすいタイランド湾に通ずるチャオプラヤー川の支流を掌握した方が良い、つまり、上流から運べばチャオプラヤー下流に来ている中国船と商売ができる」という話を聞き出し、ハリプンチャイの領有を画策する。
マンラーイは1287年までに軍備を増強しハリプンチャイの都市の一つ、ファーンを要塞化、パヤオのガムムアンやスコータイのラームカムヘーンと同盟を結び、南方と東方の安全を確保した上で、スパイのアイ・ファーという人物をハリプンチャイに送り監視させた。1292年にアイ・ファーの合図と共にハリプンチャイに侵攻、陥落させた。
マンラーイはこの後、2年間ハリプンチャイを統治したがアイ・ファーに統治を任せて放棄し、しばらくの間ウィエンクムカームに首都を建設しようとして滞在した。その後ドーイ・ステープ（現在のドーイ・ステープ＝プイ国立公園）付近に都市の建設に好ましい土地を見つけたためそこへ移転する。これが現在のチエンマイである。

### 晩年
晩年のマンラーイは主に内政の強化に没頭した。その内政ではハリプンチャイの影響を受けた混交文化が花開いた。マンラーイは内政を安定させるため基本法典の整備を行ったがこのとき参考にしたのがモン族の法典である。これはマンラーイ法典として、後にタイが近代的基本法典を整備するまで、法典の権威となった。仏教もモン族的な上座部仏教が一般的になった。
晩年のマンラーイも戦争を行っていなかったわけではなく、むしろモンゴルの南下に頭を痛めていた。1299年にはモンゴルの操り人形と化したパガンの王に攻撃されていたシャン族の地域へ軍を送り、モンゴル勢力を牽制している。1301年にはモンゴルがチエンルンに攻め込んだため、こちらへも軍を派遣した。これは1311年にマンラーイが落雷によって死ぬまで続き、結局チエンルンはモンゴルの朝貢国となった。